# تیمورزایف
تیمورزایف (به لاتین: Timirzayev) یک منطقه مسکونی در جمهوری آذربایجان است که در شهرستان قوبا واقع شده است. تیمورزایف ۱۳۲۲ نفر جمعیت دارد.